# 越南自主時期

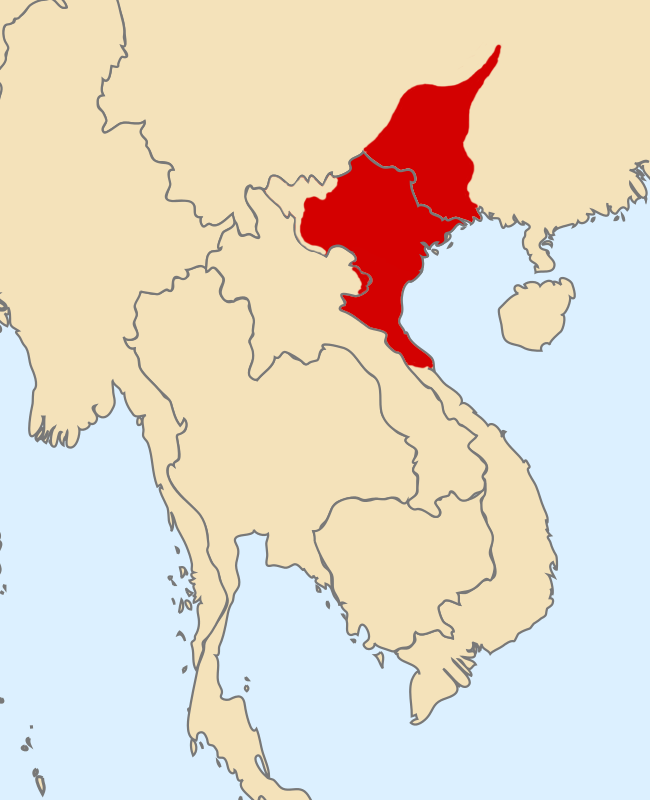
静海军早期统治的大致疆域

越南自主时期（越南语：／）指的是越南历史从905年至938年期间的一段时期。在这段时期里，越南仍为中国统治下的领土，但由越南人担任最高行政长官，并事实上拥有自治权。

## 历史
在唐朝末期，今日越南北部地区属于静海军的统治范围。唐朝末年，静海军的土民曾发动过数次叛乱，而当时中原正处于藩镇割据期间，唐廷无暇顾及安南。905年，安南人曲承裕占据了州治，被唐廷册封为静海军节度使。曲承裕是曲家的创始人，他也开创了越南自主时期。唐朝灭亡后，后梁皇帝朱温命令广州节度使刘隐兼静海军节度使，使安南的曲氏与南汉结怨。
曲氏传到第三代曲承美的时候，南汉在923年攻破并吞并了静海军。然而，越南人并未服从南汉的统治。将军杨廷艺起兵驱逐了南汉，自称静海军节度使。937年，矫公羡杀害了杨廷艺，篡夺节度使位，向南汉称臣。杨廷艺之婿吴权起兵复仇，南汉则派军队支援矫公羡。翌年，吴权在白藤江之战中击败南汉军队。自此，南汉承认静海军的独立。939年，吴权在古螺称王，建立吴朝。